# Госпиталь Тавера
Го́спиталь Таве́ра (исп. el Hospital de Tavera), другие названия Госпиталь де Сан Хуан Баутиста, Госпиталь де Афуэра, Сан Хуан де Афуэра (Hospital de San Juan Bautista, Hospital de Afuera) — известный пример архитектурного стиля испанского Ренессанса, находящийся в городе Толедо.
Был построен в 1541—1603 гг. по приказу кардинала Таверы (ум. 1545), одного из крупнейших деятелей церкви, президента совета Кастилии и инквизитора. Этот госпиталь был посвящён Иоанну Крестителю (исп. Сан Хуан Баутиста), послужив также мемориалом его меценату, кардиналу Тавере.

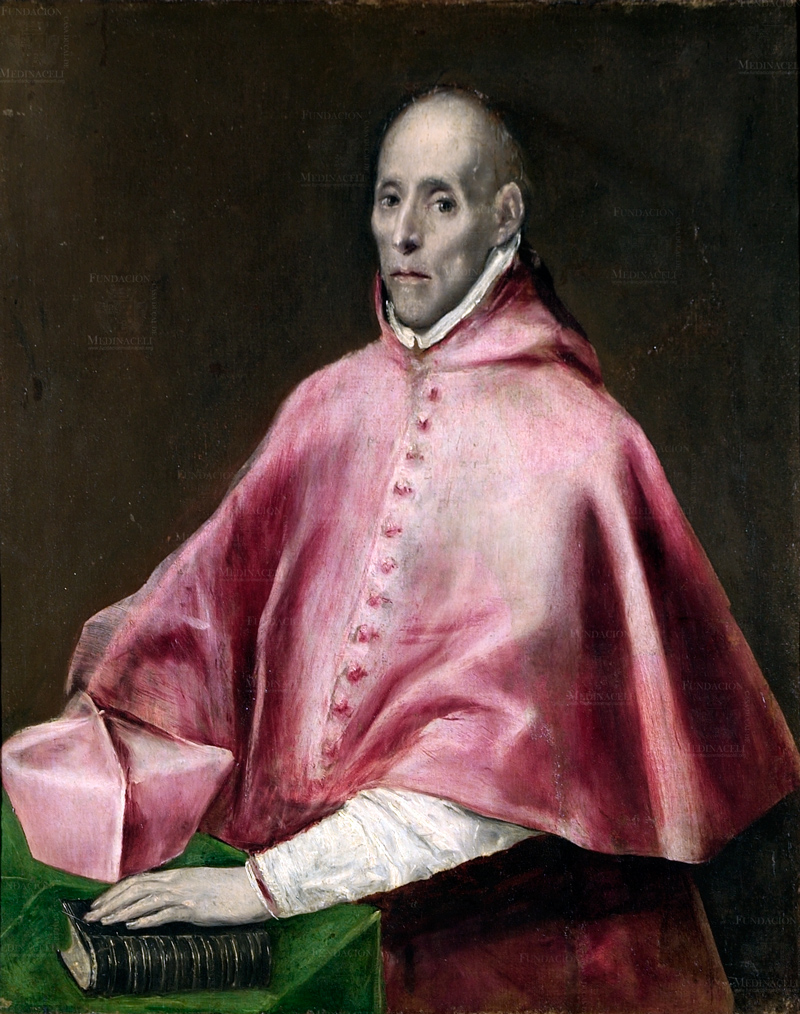
Портрет кардинала Таверы кисти Эль Греко был выполнен художником в 1608—1614 с посмертной маски, снятой с лица кардинала скульптором Алонсо Берругете. Картина хранится в госпитале.

Изначально начал строиться под присмотром Алонсо де Коваррубиаса, работу которого затем продолжили другие архитекторы, и закончил Бартоломе Бустаманте. Ансамбль здания включает два колонных дворика, церковь и дворец-музей, занимающий площадь прежнего госпиталя. Здание было известно как «первое полностью классическое здание в Кастилии».
Здание служило Церкви вплоть до Гражданской войны 1936—1939 годов. В стенах здания Госпиталя, в левом крыле находится Музей фонда герцога Лерма (Museo Duque de Lerma), демонстрирующий частные коллекции герцогов Лерма и их наследников Мединасели. Музей учрежден фондом Мединасели. Экспозиция музея включает коллекцию живописи, архивы госпиталя, подлинную аптеку XVI века и проч. То есть официально это коллекция герцога Лермы (Museo Fondación Duque de Lerma), хранящаяся в больнице им. Таверы (Fundación Casa Ducal de Medinaceli, Hospital Tavera).
Среди картин, находящихся в Госпитале — «Бородатая женщина» Риберы, а также произведения, заказанные для госпиталя местному художнику Эль Греко.
Гробницу кардинала Таверы работы А. Берругете можно видеть в фильме Л. Бунюэля «Тристана», а равно на некоторых афишах к этой ленте. Сразу после посещения гробницы кардинала главную героиню в исполнении Катрин Денёв соблазняет её дядюшка.